# L'Huisserie
L'Huisserie è un comune francese di 4 106 abitanti situato nel dipartimento della Mayenne nella regione dei Paesi della Loira.

## Storia
In questo piccolo paese furono aperte, nel 1860, delle miniere di carbone, che furono definitivamente chiuse nel 1920.
È uno dei comuni che costeggia il fiume Jouanne.

## Luoghi e monumenti d'interesse
La chiesa dell'Huisserie è del secolo XI ed è dedicata a San Simeone. Fa parte degli edifici storici della Mayenne. Caratteristica la statua del santo patrono.

## Società

### Evoluzione demografica
Abitanti censiti

## Amministrazione

### Gemellaggi
- Kolbingen, dal 1975

## Galleria d'immagini

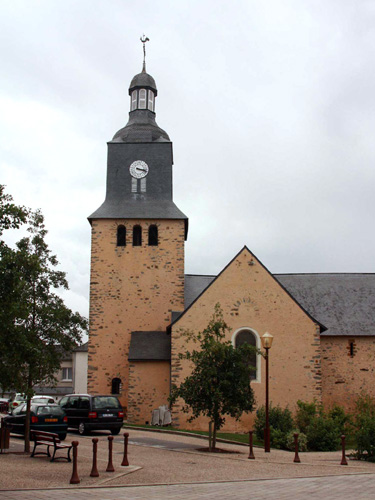
La chiesa parrocchiale dedicata a San Simeone